# Caroline Brasch Nielsen
Pour les articles homonymes, voir Brasch et Nielsen.
Caroline Brasch Nielsen, née le 21 juin 1993 à Copenhague au Danemark, est un mannequin danois.

## Biographie

### Enfance
Elle a vécu dans une ferme à Kvistgaard, avec ses parents et sa sœur.

### Carrière
Elle est repérée par un agent alors qu'elle déjeunait dans un restaurant avec des amis. Elle débute ensuite dans le mannequinat en défilant pour les collections Automne/Hiver 2010, durant la semaine de la mode à Paris,.
Caroline Brasch Nielsen a entre autres posé pour les marques Marc Jacobs, Balenciaga, Valentino et Vera Wang avec Elisabeth Erm.
Elle a défilé pour Chanel, Yves Saint Laurent, Dior, Givenchy ou encore pour Dries Van Noten.
Elle a également fait la couverture des magazines : Dansk, Vogue (Portugal), Eurowoman et Elle.
Elle a participé au défilé Victoria's Secret en 2011 et 2013.